# Hossanjärvi
Hossanjärvi är en sjö i Finland. Den ligger i kommunen Suomussalmi i landskapet Kajanaland, i den nordöstra delen av landet, 600 km norr om huvudstaden Helsingfors. Hossanjärvi ligger 214,1 meter över havet. Den är 25,81 meter djup. Arean är 4,02 kvadratkilometer och strandlinjen är 33,57 kilometer lång. Sjön  ingår i Uleälvens huvudavrinningsområde.   Den sträcker sig 5,2 kilometer i nord-sydlig riktning, och 3,8 kilometer i öst-västlig riktning.
I övrigt finns följande i Hossanjärvi:
- Aarresaari (en ö)
- Honkisaari (en ö)
- Nurmisaaret (en ö)

I övrigt finns följande vid Hossanjärvi:
- Huosiusjärvi (en sjö)
- Hypäsjärvi (en sjö)
- Niskaselkä (en vik)
- Poikkeusjärvi (en sjö)